# Marittima
Marittima is een plaats (frazione) in de Italiaanse gemeente Diso.